# John Ardito
 (octobre 2021).
John Gregory "Buster" Ardito (30 octobre 1919 - 31 décembre 2006) est un capo américain de la famille criminelle génoise qui exerce dans le quartier du Bronx à New York.

## Biographie
Né à New York,John Ardito a épousé Fay Cerasi et est le père de John et Annette Ardito. Sa profession légitime est boucher en tant que copropriétaire d'une boucherie dans le Bronx. Ardito était impliqué dans des opérations d'extorsion, de prêt usuraire et de jeux de hasard illégaux. Son dossier d'arrestation comprend la séduction, la possession de fausse monnaie et la possession de stupéfiants.